# Parentia anomalicosta
Parentia anomalicosta är en tvåvingeart som beskrevs av Daniel J. Bickel 1991. Parentia anomalicosta ingår i släktet Parentia och familjen styltflugor. Inga underarter finns listade i Catalogue of Life.